# Kybos sublactea
Kybos sublactea är en insektsart som först beskrevs av Van Duzee 1917.  Kybos sublactea ingår i släktet Kybos och familjen dvärgstritar.
Artens utbredningsområde är Kalifornien. Inga underarter finns listade i Catalogue of Life.